# 1854 in Zwitserland

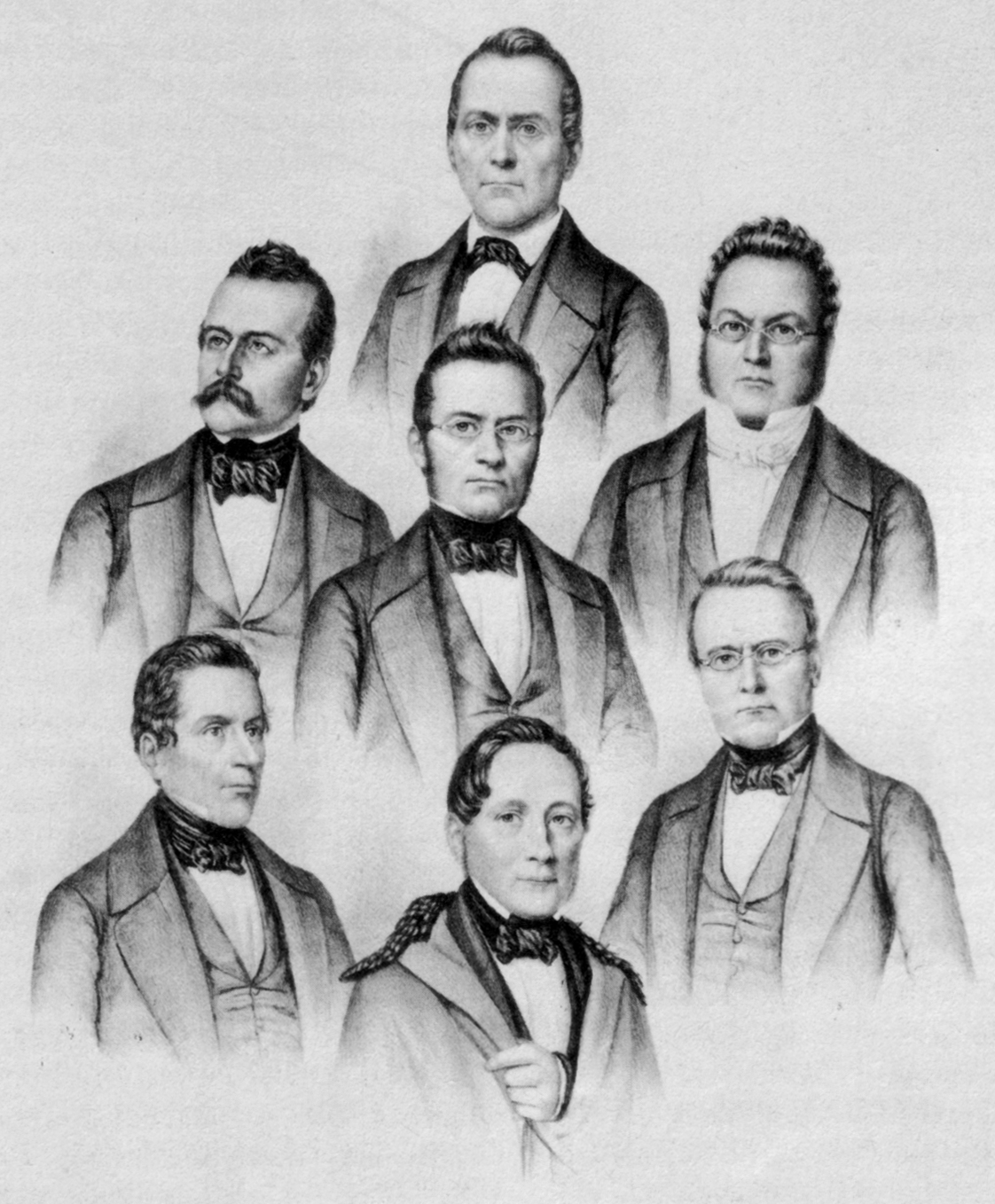
De Bondsraad van 1854. Zittend vicebondspresident Ochsenbein (middelste rij links) zou in 1854 niet worden herverkozen.

Dit artikel beschrijft het verloop van 1854 in Zwitserland.

## Ambtsbekleders
De Bondsraad was in 1854 samengesteld als volgt:
| Naam | Naam                   | Partij    | Kanton       | Functie                                                                   |
| ---- | ---------------------- | --------- | ------------ | ------------------------------------------------------------------------- |
|      | Friedrich Frey-Herosé  | radicalen | Aargau       | Bondspresident in 1854; hoofd van het Departement van Politieke Zaken     |
|      | Ulrich Ochsenbein      | radicalen | Bern         | Vicebondspresident in 1854; hoofd van het Departement van Militaire Zaken |
|      | Daniel-Henri Druey     | radicalen | Vaud         | Hoofd van het Departement van Financiën                                   |
|      | Stefano Franscini      | radicalen | Ticino       | Hoofd van het Departement van Binnenlandse Zaken                          |
|      | Jonas Furrer           | radicalen | Zürich       | Hoofd van het Departement van Justitie en Politie                         |
|      | Martin Josef Munzinger | radicalen | Solothurn    | Hoofd van het Departement van Posterijen en Constructie                   |
|      | Wilhelm Matthias Naeff | radicalen | Sankt Gallen | Hoofd van het Departement van Handel en Douane                            |

De Bondsvergadering werd voorgezeten door:
| Naam | Naam                    | Partij    | Kanton  | Functie                                                        |
| ---- | ----------------------- | --------- | ------- | -------------------------------------------------------------- |
|      | Giovanni Battista Pioda | radicalen | Ticino  | Voorzitter van de Nationale Raad (tot 9 februari 1854)         |
|      | Jakob Dubs              | radicalen | Zürich  | Voorzitter van de Nationale Raad (van 3 juli tot 22 juli 1854) |
|      | Kasimir Pfyffer         | radicalen | Luzern  | Voorzitter van de Nationale Raad (van 4 tot 22 december 1854)  |
|      | Johann Jakob Blumer     | radicalen | Glarus  | Voorzitter van de Kantonsraad (tot 9 februari 1854)            |
|      | James Fazy              | radicalen | Genève  | Voorzitter van de Kantonsraad (van 3 tot 22 juli 1854)         |
|      | Johann Karl Kappeler    | radicalen | Thurgau | Voorzitter van de Kantonsraad (van 4 tot 21 december 1854)     |

## Gebeurtenissen

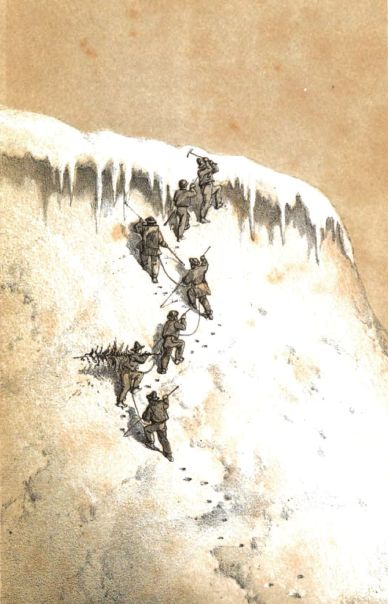
Alfred Wills en zijn gidsen bereiken de top van de Wetterhorn.

- De Compagnie de l'Ouest-Suisse (OS) wordt opgericht en verwerft van het kanton Vaud de concessie voor de spoorlijn van Lausanne naar Yverdon.
- In Bazel wordt de Bankverein wordt opgericht, die in 1886 de Schweizerischer Bankverein zou gaan heten. Na een fusie met de Schweizerische Bankgesellschaft zou deze bank in 1998 opgaan in de UBS.

### Februari
- 7 februari: De federale Gesetz über die eidgenössische polytechnische Schule in Verbindung mit einer Schule für das höhere Studium der exakten, politischen und humanistischen Wissenschaften wordt aangenomen. Deze wet vormt de grondslag voor de oprichting van de Federale Polytechnische Hogeschool van Zürich een jaar later, in 1855.

### Augustus
- 15 augustus: Christopher Smyth, Ulrich Lauener, Edmund J. Grenville en Franz Andenmatten beklimmen voor het eerst de Strahlhorn.

### September
- 1 september: De Britse gebroeders Christopher, Edmund en James G. Smyth bereiken als eersten de top van de Ostspitze van het Monte Rosa-massief.
- 17 september: De Brit Alfred Wills en zijn gidsen, waaronder Ulrich Lauener, bereiken de top van de Wetterhorn, in het Berner Oberland. Deze beklimming wordt beschouwd als het begin van de zogenaamde Gouden tijd van het alpinisme.

### Oktober
- 29 oktober: Bij de Zwitserse parlementsverkiezingen van 1854 blijven de linkse radicalen de grootste partij in beide kamers van de Bondsvergadering. In Ticino zouden de verkiezingen echter ongeldig worden verklaard.

### December
- 4 december: De vernieuwde Nationale Raad komt voor het eerst samen na de federale verkiezingen in oktober.
- 6 december: Bij de Bondsraadsverkiezingen van 1854 wordt Jakob Stämpfli tot Bondsraadslid verkozen. Hij volgt vicebondspresident Ulrich Ochsenbein op, die niet werd herverkozen. Voor het eerst sinds de oprichting van de Bondsraad in 1848 wordt zo de samenstelling van dit orgaan gewijzigd. Ochsenbein werd hierbij het eerste van vier Bondsraadsleden die niet zouden worden herverkozen, hetgeen slechts zeer uitzonderlijk gebeurt.
- 16 december: De krant Courrier du Val-de-Travers verschijnt voor het eerst.
- 19 december: Het station van Bazel wordt ingehuldigd. Het station wordt uitgebaat door de Schweizerische Centralbahn.

## Geboren
- 31 januari: Johann Jakob Tobler, politicus (overl. 1936)
- 14 februari: Camille Vidart, Frans-Zwitserse onderwijzeres, feministe en pacifiste (overl. 1930)
- 30 maart: Alfred Ilg, ingenieur en raadgever van de Ethiopische keizer Menelik II (overl. 1916)
- 19 april: Emma Pieczynska-Reichenbach, feministe (overl. 1927)
- 5 mei: Emil Brunnenmeister, jurist en hoogleraar (overl. 1898)
- 14 mei: Carl Passavant, arts en ontdekkingsreiziger (overl. 1887)
- 6 juni: Karl Benziger, uitgever (overl. 1937)
- 6 juli: Ida Bindschedler, onderwijzeres en schrijfster (overl. 1919)
- 2 augustus: Eugène Ruffy, politicus en lid van de Bondsraad (overl. 1919)
- 15 augustus: Théodore Flournoy, psycholoog en parapsycholoog (overl. 1920)
- 30 augustus: Edmond Louis Budry, predikant en tekstdichter (overl. 1932)
- 15 september: Traugott Sandmeyer, chemicus, bekend van de Sandmeyer-reactie (overl. 1922)
- 23 september: Charles Soret, fysicus en chemicus (overl. 1904)
- 24 september: Robert Keller, botanicus (overl. 1939)

## Overleden
- 4 april: Andreas Renatus Högger, kunstschilder (geb. 1808)
- 10 april: Giovanni Antonio Marcacci, politicus (geb. 1769)
- 27 april: Fanny Hünerwadel, operazangeres, pianiste en componiste (geb. 1826)
- 12 mei: Melchior Berri, architect (geb. 1801)
- 20 mei: Karl Ludwig von Haller, politiek filosoof en jurist (geb. 1768)
- 22 oktober: Jeremias Gotthelf, schrijver (geb. 1797)
- 14 november: John James Chalon, kunstschilder (geb. 1778)
- 18 november: Alberich Zwyssig, componist van de Zwitserse Palm (geb. 1808)
- 25 november: Anna Maria Bühler, heldin uit de Franse revolutionaire oorlogen (geb. 1774)
- 10 december: Fritz Courvoisier, militair, politicus en horlogemaker (geb. 1799)
- 26 december: Johann Conrad Fischer, metallurg, uitvinder en pionier in de staalindustrie (geb. 1773)

1848
· 1849
· 1850
· 1851
· 1852
· 1853
· 1854
· 1855
· 1856
· 1857
· 1858
· 1859
· 1860
· 1861
· 1862
· 1863
· 1864
· 1865
· 1866
· 1867
· 1868
· 1869
· 1870
· 1871
· 1872
· 1873
· 1874
· 1875
· 1876
· 1877
· 1878
· 1879
· 1880
· 1881
· 1882
· 1883
· 1884
· 1885
· 1886
· 1887
· 1888
· 1889
· 1890
· 1891
· 1892
· 1893
· 1894
· 1895
· 1896
· 1897
· 1898
· 1899
· 1900
· 1901
· 1902
· 1903
· 1904
· 1905
· 1906
· 1907
· 1908
· 1909
· 1910
· 1911
· 1912
· 1913
· 1914
· 1915
· 1916
· 1917
· 1918
· 1919
· 1920
· 1921
· 1922
· 1923
· 1924
· 1925
· 1926
· 1927
· 1928
· 1929
· 1930
· 1931
· 1932
· 1933
· 1934
· 1935
· 1936
· 1937
· 1938
· 1939
· 1940
· 1941
· 1942
· 1943
· 1944
· 1945
· 1946
· 1947
· 1948
· 1949
· 1950
· 1951
· 1952
· 1953
· 1954
· 1955
· 1956
· 1957
· 1958
· 1959
· 1960
· 1961
· 1962
· 1963
· 1964
· 1965
· 1966
· 1967
· 1968
· 1969
· 1970
· 1971
· 1972
· 1973
· 1974
· 1975
· 1976
· 1977
· 1978
· 1979
· 1980
· 1981
· 1982
· 1983
· 1984
· 1985
· 1986
· 1987
· 1988
· 1989
· 1990
· 1991
· 1992
· 1993
· 1994
· 1995
· 1996
· 1997
· 1998
· 1999
· 2000
· 2001
· 2002
· 2003
· 2004
· 2005
· 2006
· 2007
· 2008
· 2009
· 2010
· 2011
· 2012
· 2013
· 2014
· 2015
· 2016
· 2017
· 2018
· 2019
· 2020
· 2021
· 2022
· 2023